# Bataille des nobles
Grande révolte berbère
La bataille des nobles (en arabe : غزوة الأشراف (Ghazwat al-Ashraf)) est un affrontement important lors de la grande révolte berbère en décembre 740. Il en résulte d'une grande victoire des Berbères sur les Arabes sur le Chelif, dans l'actuelle Algérie ou près de Tanger, dans l'actuel Maroc.  
La bataille doit son nom à la participation, côté Omeyyade, de Qurayshite et d'Ansar ou bien au fait que de nombreux aristocrates arabes sont massacrés. Khalid ibn Hamid al-Zanati, un chef berbère zénète, et successeur de Maysara, est à la tête des soldats berbères révoltés. 

## Historiographie
Il existe deux hypothèses sur la localisation du lieu de la bataille. Elle aurait eu lieu sur l'oued Chelif (actuelle Algérie) selon une majorité d'historiens,,,,,. Charles-André Julien tout en rapportant que la bataille a lieu sur le Chelif remarque que cela impliquerait que la révolte kharéjite aurait gagné la Zénètie centrale, ce qui confirmerait la thèse d’Émile-Félix Gautier. Cependant, selon lui, les historiens arabes autres qu'Ibn Khaldoun placent la bataille dans le Maroc septentrional. La divergence vient peut-être de la copie du texte d'Ibn Khaldoun qui aurait substitué, en arabe, le mot « Chelif  » à « Sebou » qui ont une graphie similaire dans cette langue. Cette incertitude pose donc un doute sur le lieu de la bataille. 

## Contexte
Au début du viiie siècle, le Maghreb est sous la domination des Omeyyades. La grande révolte berbère éclate au début des années 740 dans l'Ouest de l'actuel Maroc, en réponse aux lois oppressives (et, selon la loi islamique, illégales) de collecte d'impôts imposées aux Berbères musulmans par Obeïd Allah Ibn el-Habhab de Kairouan, gouverneur d'Ifriqiya et suzerain du Maghreb et d'al-Andalus. La rébellion berbère est inspirée par des activistes kharijites de la secte sufrite, qui tiennent la promesse d'un nouvel ordre islamique puritain, sans discrimination ethnique ou tribale, une perspective attirante pour les Berbères qui souffrent depuis longtemps.
La révolte commence sous la direction du chef berbère (supposé être un porteur d'eau) Maysara al-Matghari. Les rebelles berbères réussissent à s'emparer de Tanger, exécuter le gouverneur arabe de la ville, et d'une grande partie de l'ouest de l'actuel Maroc à la fin de l'été de 740.
Les Berbères ont soigneusement calculé leur soulèvement. La plus grande partie de l'armée arabe, sous le commandement du général Habib ibn Abi Obeïda al-Fihri, est à ce moment outremer, en expédition pour la conquête de la Sicile. Le gouverneur Obeïd Allah Ibn el-Habhab envoie immédiatement des instructions ordonnant à Habib de rompre l'expédition et de renvoyer l'armée en Afrique. Mais cela prendra du temps. Alors, entre-temps, Obeïd Allah rassemble une colonne de cavalerie lourde composée d'une grande partie de l'élite aristocratique de Kairouan, et la place sous le commandement de Khalid ibn Abi Habib al-Fihri (probablement le frère d'Habib). Cette colonne est aussitôt envoyée à Tanger et est chargée de servir d'avant-garde pour contenir les rebelles berbères, jusqu'à ce que le corps expéditionnaire sicilien débarque et les rejoints. Une deuxième armée de réserve plus petite, sous Abderrahman ibn al-Moughira al-Adhari, est envoyée à Tlemcen et chargée d'y tenir position, au cas où l'armée berbère se fraierait un chemin jusqu'à l'Ifriqiya (l'actuelle Tunisie).

### Première rencontre
Se regroupant après ces escarmouches, les rebelles berbères déposent et tuent leur chef, Maysara al-Matghari, et élisent le chef berbère zénète Khalid ibn Hamid al-Zanati comme nouveau commandant berbère. Les raisons de la chute de Maysara ne sont pas tout à fait claires - peut-être parce que sa soudaine lâcheté devant la colonne de cavalerie arabe le montrait inapte militairement, peut-être parce que les prédicateurs puritains sufrites ont trouvé une faille dans la piété de son caractère, ou simplement parce que les chefs tribaux zénètes, étant plus proche de la ligne de front arabe, ont estimé qu'ils doivent être ceux qui mènent la rébellion.

## Déroulement
Khalid ibn Hamid al-Zanati choisi d'attaquer immédiatement l'armée arabe en train de se repentir avant l'arrivée des renforts de Sicile. Les rebelles berbères sous Khalid ibn Hamid écrasent et battent complètement l'armée de Khalid ibn Abi Habib, qui est lui même tué, massacrant la crème de la noblesse arabe d'ifriqiya. La bataille a lieu près de Tanger. Elle doit son nom à la participation, du côté des Omeyyade, de Qurayshite et d'Ansar.

## Conséquences
La nouvelle du massacre des nobles arabes se répand comme une onde de choc. L'armée de réserve d'Ibn al-Mughira à Tlemcen tombe sous la panique : voyant des prêcheurs sufrites partout dans la ville, les troupes lancent une série de massacres aveugles, provoquant un soulèvement massif dans la ville jusqu'alors calme.
L'armée expéditionnaire sicilienne de Habib ibn Abi Obeïda arrive trop tard pour empêcher le massacre des nobles. Réalisant qu'ils ne sont pas en mesure d'affronter les Berbères par eux-mêmes, ils se retirent à Tlemcen pour rassembler les réserves, pour finalement constater que la ville est maintenant en désordre, et l'armée de réserve arabe massacrée ou dispersée.
Habib ibn Abi Obeïda retranche ce qui reste de l'armée arabe dans les environs de Tlemcen (peut-être aussi loin que Tahert), et demande des renforts à Kairouan. La demande est transmise à Damas.
Apprenant la défaite des nobles, le calife omeyyade Hicham se serait exclamé « Par Allah ! Je me fâcherai contre eux de la colère d'un Arabe ! Je leur enverrai une armée telle qu'ils n'en virent jamais dans leur pays : la tête de la colonne sera chez eux pendant que la queue en sera encore chez moi. ».
En 741, Hicham nomme Kolthoum ibn Iyad al-Qasi pour remplacer le disgracié Obeïd Allah en tant que gouverneur en Ifriqiya. Kolthoum doit être accompagné d'une nouvelle armée arabe de 30 000 hommes issus des régiments syriens (junds) de l'Est. Cela mettra en place l'encore plus mémorable bataille de Bagdoura en octobre ou novembre 741.

## Référencement